# Реформи Петра I

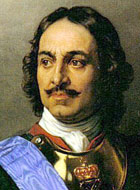
Петро I «Великий»

Реформи Петра I — перетворення у державному та громадському житті, здійснені у період правління у Московському царстві Петра I.
Всю державну діяльність Петра I умовно можна розділити на два періоди: 1696—1715 й 1715—1725 роки.
Особливістю першого етапу були поспіх і не завжди продуманий характер, що пояснювалось веденням Північної війни. Реформи були спрямовані, перед усім, на збирання коштів для ведення війни, проводились насильницькими методами і, часто, не призводили до бажаного результату. Окрім державних реформ на першому етапі проводились широкі реформи з метою модернізації укладу життя.
 У другому періоді реформи були більш планомірними.
Низка істориків: Василь Ключевський, Михайло Покровський, Микола Рожков та інші, — вказували, що реформи Петра I не були чимось принципово новим, а були лише продовженням тих перетворень, які здійснювались упродовж XVII століття. Низка проектів та пропозицій реформ, схожих на реформи Петра I, існувала ще в середині XVII століття, складена боярами Б. Морозовим, М. Романовим та Матвєєвим — найближчими радниками царя Олексія I. Двома десятиліттями по тому, у правління царівни Софії, видатний державний вельможа (і фаворит Софії) князь Василь Голіцин розробив проект реформ, який багато в чому збігався з петровськими. Реформи Голіцина, зокрема, передбачали: 1) розвиток промисловості й торгівлі; 2) введення подушного податку; 3) введення рекрутського набору й регулярної армії; 4) регулярні поїздки дворян за кордон.
Армія нового строю, реформована за іноземними зразками, була створена задовго до Петра I, ще за Олексія I, брала участь у Кримському поході 1689 року.
Інша група істориків, навпаки, пише про величезну особисту роль Петра I у проведенні тих чи інших реформ.

## Реформи державного управління
У Петра I спочатку була відсутня чітка програма реформ у галузі державного правління. Поява нового державного закладу чи зміна адміністративно-територіального управління країною диктувались веденням війн, що вимагало значних фінансових ресурсів й мобілізації населення. Успадкована Петром I система влади не дозволяла зібрати достатньо коштів на реорганізацію та збільшення армії, побудову флоту, будівництво фортець і Санкт-Петербурга.
З перших років правління Петра прослідковувалась тенденція зниження ролі малоефективної Боярської думи в управлінні державою. У 1699 році при царі було організовано Ближню канцелярія, або Консиліум (Рада) міністрів, що складався з 8 довірених осіб, які управляли окремими наказами. Це був прообраз майбутнього Урядового Сенату, сформованого 22 лютого 1711 року. У Консилії було встановлено певний режим роботи: кожен міністр мав особливі повноваження, з'являються звітність і протоколи засідань. У 1711 році замість Боярської думи і Консилії було започатковано Сенат. Петро так сформулював основну задачу Сенату: «Дивитись у всій державі витрат, й непотрібні, а особливо марні, відставити. Грошей, якомога, збирати, оскільки гроші суть артерією війни.»
Створений Петром для поточного управління державою на час відсутності царя, Сенат, у складі 9 чоловік, поступово перетворився із тимчасового на постійно діючий вищий урядовий заклад, що було закріплено Указом 1722 року. Він контролював правосуддя, контролював торгівлю, збори й видатки держави, стежив за відбуванням дворянами військової повинності, йому були передані функції Розрядного й Посольського приказів.
Одночасно із Сенатом з'явилась посада фіскалів, до обов'язків яких входив негласний нагляд за діяльністю закладів: виявляли випадки порушення указів та зловживань й доносили Сенату та царю.
Сенат як уряд міг приймати рішення, але для їх виконання потрібен був адміністративний апарат.
У 1717—1721 роках була проведена реформа виконавчих органів управління, в результаті якої паралельно до системи приказів з їхніми розпливчатими функціями були створені за шведським зразком 12 колегій — попередники майбутніх міністерств. На відміну від приказів функції і сфери діяльності кожної колегії були суворо розмежовані, а відносини у самій колегії ґрунтувались на принципі колегіальності рішень. Були введені:
- Колегія чужостранних (закордонних) справ.
- Військова колегія — комплектування, озброєння, спорядження та навчання сухопутної армії.
- Адміралтейств-колегія — військово-морські справи, флот.
- Вотчинна колегія — змінила Помісний приказ.
- Камер-колегія — збирання прибутків держави.
- Штатс-контор-колегія — завідувала видатками держави.
- Ревізіон-колегія — контроль збору і витрат казенних коштів.
- Комерц-колегія — питання судноплавства, митниці й зовнішньої торгівлі.
- Берг-колегія — гірничо-металургійна справа.
- Мануфактур-колегія — легка промисловість.
- Юстиц-колегія — завідувала питаннями цивільного судочинства.
- Духовна колегія — управляла церковними справами (пізніше Святійший Урядовий синод).

Окрім того діяли Преображенський приказ і Таємний приказ (політичний розшук), Соляна контора, Мідний департамент, Межова канцелярія.
Колегії підпорядковувались Сенату, а їм — губернська, провінційна та повітова адміністрації.

## Обласна реформа
У 1708—1715 роках була проведена обласна реформа з метою зміцнення вертикалі влади на місцях і кращого забезпечення армії постачанням і рекрутами. У 1708 році країна була розділена на 8 губерній на чолі з губернаторами, наділеними усією повнотою судової та адміністративної влади: Московську, Інгерманландську (у подальшому Санкт-Петербурзьку), Київську, Смоленську, Азовську, Казанську, Архангелогородську й Сибірську.
У 1719—1720 роках була проведена друга обласна реформа, що ліквідувала долі. Губернії стали поділятись на 50 провінцій на чолі з воєводами, а провінції на дистрикти на чолі з земськими комісарами, яких призначала Камер-колегія. У відомстві губернатора залишились тільки військові й судові справи.

## Судова реформа
За Петра були остаточно ліквідовані колишні принципи судочинства (XVI століття), що частково збереглись до кінця XVII століття, включаючи недоторканість особи без рішення суду, застосування суду присяжних (цілувальників), які могли забезпечити якусь подобу справедливого чи незалежного суду.. А нове судочинство й закони, введені Петром, тепер вже не «вершили суд», а «учиняли розшук» — тобто вибивали покази під тортурами..

## «Бюрократична революція»

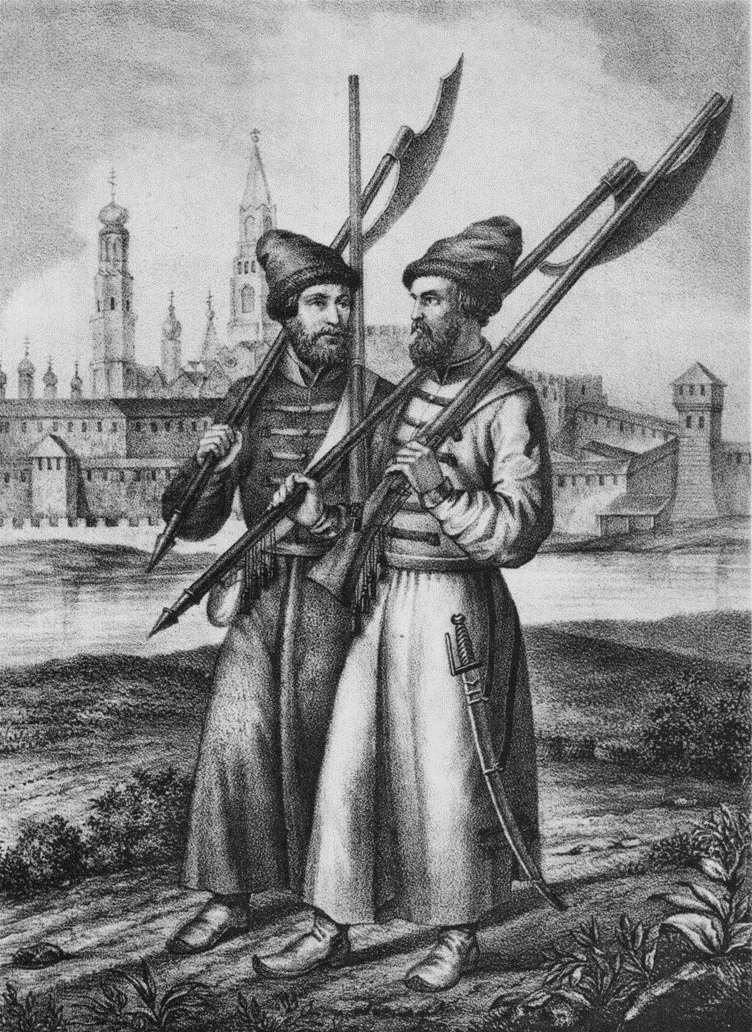
Рядові стрільці у 1674 році. Літографія з книжки XIX століття

Ряд істориків висуває тезу про те, що Петро здійснив у Росії «бюрократичну революцію», що стало реалізацією його ідеї «досконалої держави».
Історики розглядають «бюрократичну революцію» в цілому як позитивний процес, хоча й вказують на її негативні сторони — збільшення державного апарату, зростання податкового тягарю, згортання місцевого самоврядування.

## Реформи армії і флоту
Реформа армії, зокрема, введення полків нового строю, реформованих за іноземним зразком, — була розпочата задовго до Петра I. Так, у 1663 році війська нового строю налічували вже 77 тис. чоловік, а у 1681 році — 90 тисяч, тобто, близько 50 % чисельності всієї армії, стрільців же до того часу лишалось трохи більше 20 тисяч. У другому Кримському поході 1689 року полки нового строю налічували 78 тисяч чоловік, а полки старого строю — 17 тисяч.
Введення рекрутської системи було вкрай складним заходом, пов'язаним із двома істотними моментами. Введення рекрутської системи означало зростання кріпацтва й різних форм примусу. По-друге, перехід від напівпрофесійної армії до професійної рекрутської армії був пов'язаний із величезними фінансовими витратами. Тому для здійснення такого переходу й побудови такої армії потрібно було різке збільшення податкового тягарю, що й стало другим неминучим наслідком військової реформи Петра I.

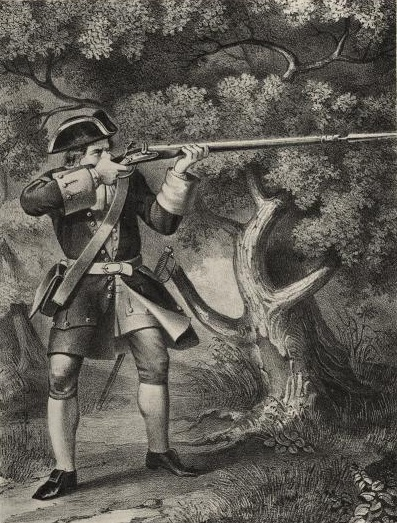
Рядовий армійського піхотного полку у 1720—32 роках. Літографія з книжки XIX століття

В результаті перетворень була створена сильна регулярна армія та потужний військово-морський флот. До завершення царювання Петра чисельність регулярних сухопутних військ сягала 210 тис. й до 110 тис. нерегулярних військ. Флот складався з 48 лінійних кораблів, 787 галер та інших суден; людей на всіх суднах було майже 30 тис.
Однак деякі історики вказують на такі помилки військової реформи:
1. Помилки під час будівництва флоту.[12].[13].
2. Низька боєздатність армії.[14].
3. Непосильний тягар утримання регулярної рекрутської армії для Росії.[15].

## Церковна реформа (знищення патріархії)
Одним із перетворень Петра I була здійснена ним церковна реформа, спрямована на ліквідацію автономної від московської держави церковної юрисдикції та абсолютне підпорядкування московської церковної ієрархії царю.
Для управління майном патріаршого та архієрейських домів, а також монастирів, в тому числі й селян, що їм належали (приблизно 795 тис.) було відновлено Монастирський приказ на чолі з Іваном Мусіним-Пушкіним, який знову став завідувати судом над монастирськими селянами й контролювати прибутки від церковно-монастирських землеволодінь.
У 1701 році вийшла серія указів для реформування управління церковно-монастирськими володіннями та устрою побуту ченців.
У 1721 році Петро затвердив Духовний регламент, складання якого було доручено псковському єпископу, наближеному до царя українцю Феофану Прокоповичу. В результаті відбулась докорінна реформа церкви, що ліквідувала автономію духовенства й цілком підкорила його державі.
Ченців Петро I називав «неробами» і збирався їх змусити служити державі; а указом 28 січня 1723 року постриг у ченці й черниці.

## Фінансова реформа

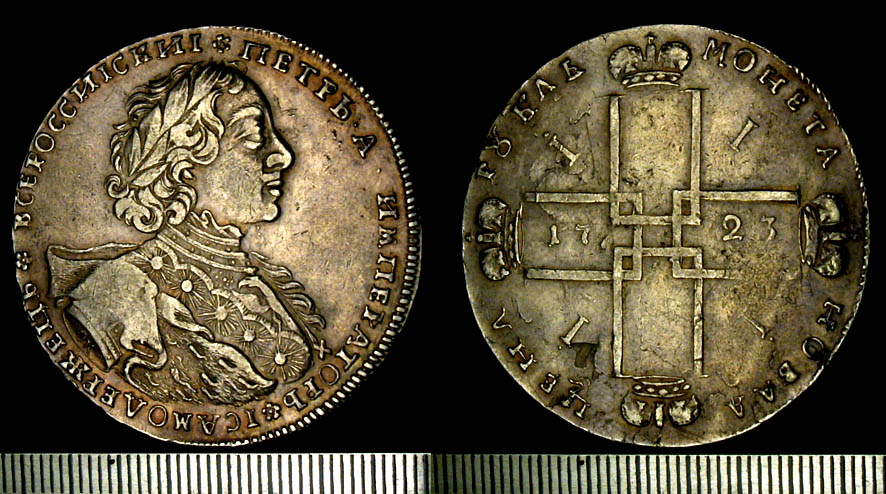
Рубль сріблом. 1723

На першому етапі все зводилось до пошуку нових джерел коштів. До традиційних митних і шинкарських поборів додавались збори й вигоди від монополізації продажу окремих товарів (солі, алкоголю, дьогтю, щетини тощо), непрямих податків (банні, рибні, кінські податки, податок на дубові труни тощо), обов'язкове використання гербового паперу, карбування монет меншої ваги.
У 1704 році Петром була проведена грошова реформа, в результаті якої основною грошовою одиницею стала не дєньга, а копійка. Вона стала дорівнювати не ½ дєньги, а 2 дєньгам, а слово це вперше з'явилось на монетах. Тоді ж було скасовано й нерозмінний карбованець.
Ще одним нововведенням Петра I стало те, що податки почали «вибивати» з населення за допомогою армії.

## Перетворення у промисловості й торгівлі
Істотних заходів було вжито стосовно розвідування корисних копалин Росії. Зокрема було відкрито родовища залізної руди на Уралі.
На Уралі ж у 1723 році було закладено найбільший залізний завод в Росії, з якого виросло місто Єкатеринбург.
За Петра були засновані Нев'янськ, Каменськ-Уральський, Нижній Тагіл.
З'являються збройні заводи (гарматні двори, арсенали) в Олонецькому краї, Сестрорецьку й Тулі, порохові заводи — у Петербурзі й під Москвою, розвиваються шкіряна й текстильна промисловість — у Москві, Ярославлі, Казані та на Лівобережній Україні.

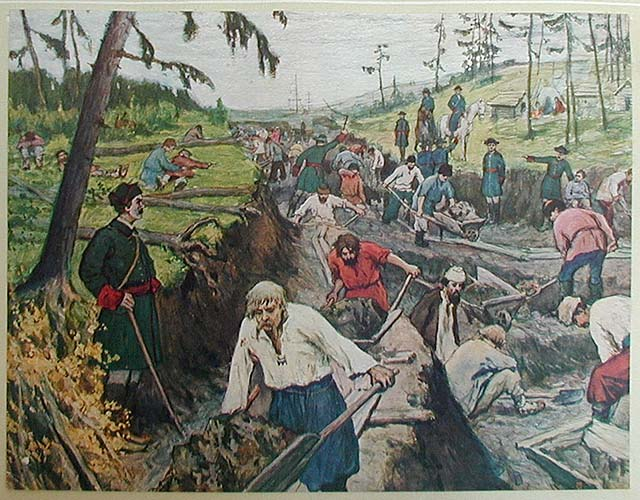
Прориття Ладозького каналу

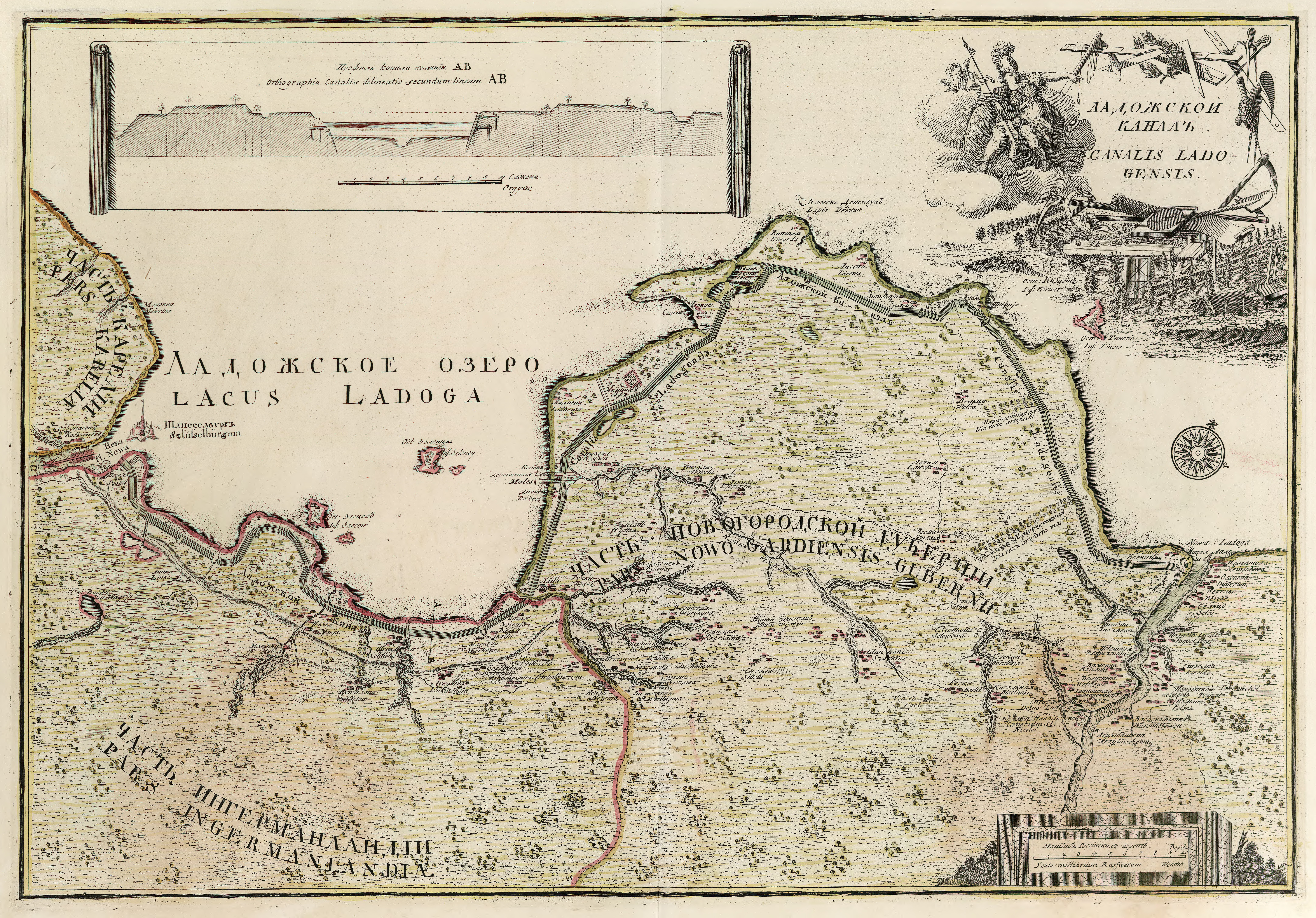
Карта каналу Імператора Петра Великого (1741-42)

Подальшого розвитку набула й торгівля. З будівництвом Петербурга роль головного порту країни перейшла від Архангельська до майбутньої столиці. Зводились річкові канали.
Число фабрик і заводів наприкінці царювання Петра сягало 233, в тому числі близько 90 являли собою великі мануфактури.

## Станова політика
Станова політика Петра I була продовженням політики його попередників й була в цілому спрямована на возвеличення дворянства, якому надавались все нові й нові привілеї, й на поразку в правах решти станів — селян і міщан.

## Перетворення у галузі культури
Петро I змінив початок літочислення з так званої візантійської ери («від створення Адама») на «від Різдва Христова». 7208 рік за візантійською ерою став 1700 роком від Різдва Христова, а Новий рік став відзначатись 1 січня.. Також було введено одноманітне застосування юліанського календаря.
Стали з'являтись світські навчальні заклади, засновано першу російську газету, з'являються перші переклади книжок російською.
У 1724 році Петро затвердив статут Академії наук (відкрилась 1725 року після його смерті).

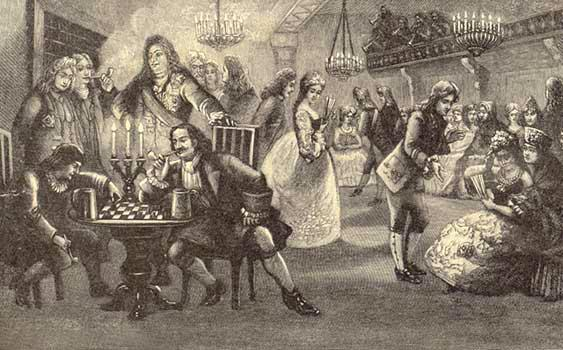
Петровська Асамблея
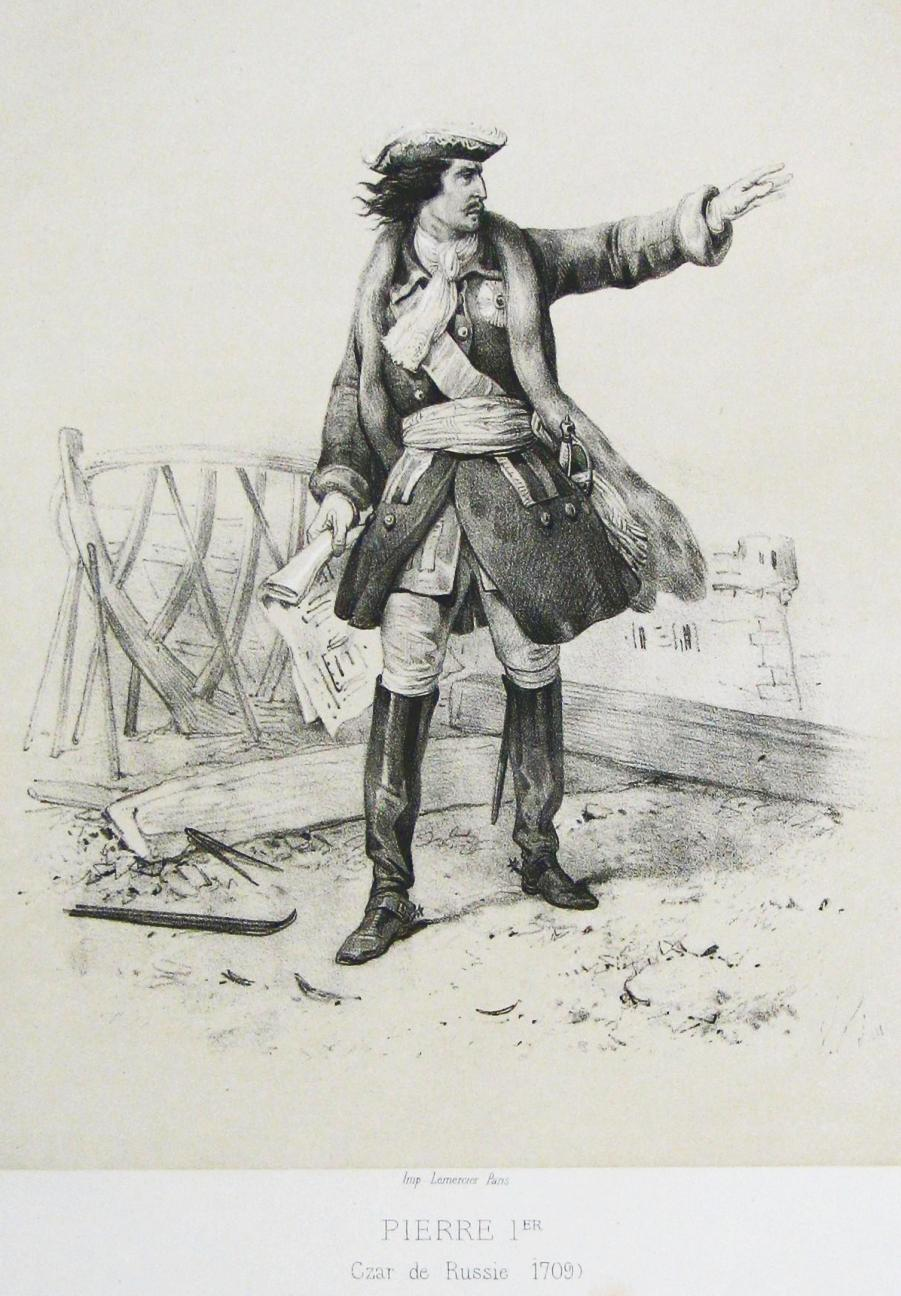
Петро I у 1709 році. Малюнок середини XIX століття